# Avatha costiplaga
Avatha costiplaga är en fjärilsart som beskrevs av Bethune-Baker 1908. Avatha costiplaga ingår i släktet Avatha och familjen nattflyn. Inga underarter finns listade i Catalogue of Life.